# Hapuka (fleuve)
Le fleuve Hapuka  est un cours d’eau du district de Westland, dans l’île du Sud de la Nouvelle-Zélande.

## Géographie
Il s’écoule à partir de la proximité du village de « The Woolsack » vers le nord-ouest pour rejoindre le fleuve  Okuru et le fleuve Turnbull  juste avant qu’ils n'entrent dans la Mer de Tasman  
Le fleuve s’écoule lentement et draine des terres marécageuses. Il y a des truites brunes en abondance  dans le lagon terminal.